# John Michael Robson
John Michael 'Rab' Rabinovich, connu par la suite sous le nom de J. M. Robson, né en 1900 et décédé en 1982, est un médecin et généticien britannique d'origin russe. Il a participé à la découverte de la mutagénèse et de ses effets, aux côtés de Charlotte Auerbach et Alfred Joseph Clark. 

## Biographie
Né en Belgique dans une famille de Russes juifs, John Michael Rabinovich s'installe en Angleterre avant la Première Guerre mondiale. Il est scolarisé à Leed et est diplômé en médecine de l'Université de Leeds en 1925. Faute de poste disponible dans le département de physiologie de son université d'origine, il accepte un poste à l'Institute of Animal Breeding à l'Université d'Édimbourg en 1930. Il change son nom en Robson, lorsqu'il devient l'assistant de recherche de Bertold Wiesner dans ce laboratoire. En 1932, il devient maître de conférence et obtient l'habilitation à diriger des recherches au sein du département de pharmacologie de l'université d'Édimbourg, discipline dans laquelle il se spécialise bien qu'il conserve un fort intérêt pour l'endocrinologie. En plus de l'effet des hormones sur l'utérus humain, il mène également des recherches en toxicologie et sur la chimiothérapie.
En collaboration avec Charlotte Auerbach et Alfred Joseph Clark, J. M. Robson découvre en 1940 que le gaz moutarde provoque des mutations chez les drosophiles, à l'origine de la découverte de la mutagénèse,. Il reprend par la suite ses premières recherches sur les hormones sexuelles, lorsqu'il rejoint le département de pharmacologie de l'école de médecine du Guy's Hospital à Londres en 1946. Il continue toutefois à s'intéresser aux effets similaires du gaz moutarde et des rayons X. En 1968, il devient professeur émérite de l'école de médecine du Guy's Hospital.
Ses recherches en pharmacologie ont ouvert la voie à la mise au point de la pilule contraceptive dans les années 1960.

## Vie privée
J. M. Robson se marie avec Sarah Benjamin en septembre 1930, à Leeds.